# Gola (województwo łódzkie)

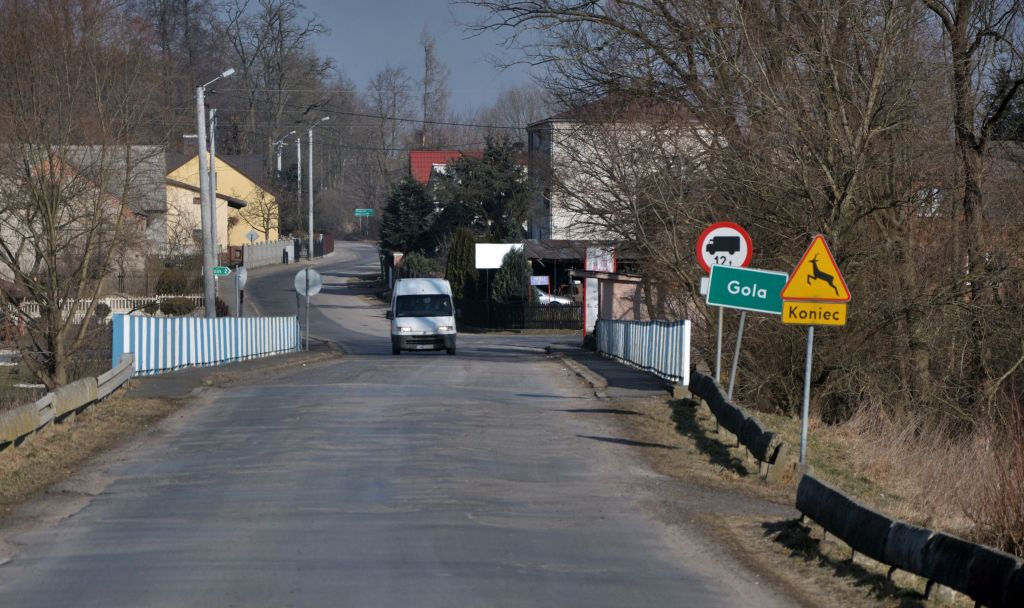
Wjazd na Golę, 2017 r.

Gola – wieś w Polsce położona w województwie łódzkim, w powiecie wieruszowskim, w gminie Bolesławiec, nad samym korytem rzeki Prosny.  
W okresie międzywojennym w miejscowości stacjonowały: Komisariat Straży Celnej „Gola”, placówka Straży Celnej „Gola” i Placówka Straży Granicznej I linii „Gola”.
W latach 1975–1998 miejscowość administracyjnie należała do województwa kaliskiego.
Gola przynależy do parafii w Wójcinie.

## Historia
W końcu XVI wieku pojawił się nowy folwark o nazwie „Gola”. Nazwa ta wzięła się zapewne od określenia miejsca pośród lasów, nieporośniętego drzewami, polany leśnej. Pierwsza pisana wzmianka zachowała się z dokumentów lustracyjnych majątków królewskich. Dowiadujemy się tam dwukrotnie, że istniał w tamtych czasach folwark w Goli (Na Golej, na Golicy). Przy tym folwarku znajdowała się też komora celna i młyn, a mieszczanie z Bolesławca otrzymali przywilej od króla Stefana Batorego w 1579 roku, uprawniający ich do pobierania opłat celnych w trzech miejscowościach nad Prosną: w Bolesławcu, Wieruszowie i przy folwarku Goli. Ten przywilej Stefana Batorego byłby więc pierwszą zachowaną informacją o Goli.

## Urodzeni w Goli
- ks. Edmund Balasiński